# Daniela Braun (Sozialpädagogin)
Daniela Braun (* 1957 in Düsseldorf) ist eine deutsche Sozialpädagogin.

## Leben
Sie erwarb 1979 den Abschluss als Diplom-Sozialpädagogin an der KFH NW. Seit 1993 lehrte sie mit halbem Lehrdeputat an der FH Koblenz, Berufungsgebiet „Medien, Ästhetik und Kommunikation und ihre Didaktik“. Nach der Promotion 2005 an der TU Dresden lehrte sie seit 2005 mit vollem Lehrdeputat (Lehrtätigkeit mit dem zusätzlichen Berufungsgebiet „Übergreifende Qualifikationen (Softskills) im Bildungs- und Sozialmanagement mit Schwerpunkt frühe Kindheit“). Seit 2022 ist sie Seniorprofessorin im Fachbereich Sozialwissenschaften.

## Schriften (Auswahl)
- Mit Kindern forschen und erfinden. Neue Vorschläge für den Kindergartenalltag. Basel 2000, ISBN 3-451-27303-9.
- Handbuch der Kreativitätsförderung. Kunst und Gestalten in der Arbeit mit Kindern. Basel 2007, ISBN 3-451-32085-1.
- Kreativität in Theorie und Praxis. Bildungsförderung in Kita und Kindergarten. Basel 2011, ISBN 3-451-32455-5.
- mit Astrid Boll und Sascha Krause: Handbuch Kreativitätsförderung. Didaktik und Methodik in der Frühpädagogik. Basel 2019, ISBN 3-451-38096-X.